# Józef Jan Krukierek
Józef Jan Krukierek (ur. 15 marca 1888 w Krośnie, zm. 22 maja 1950 w Krośnie) – działacz społeczny, pedagog i publicysta.

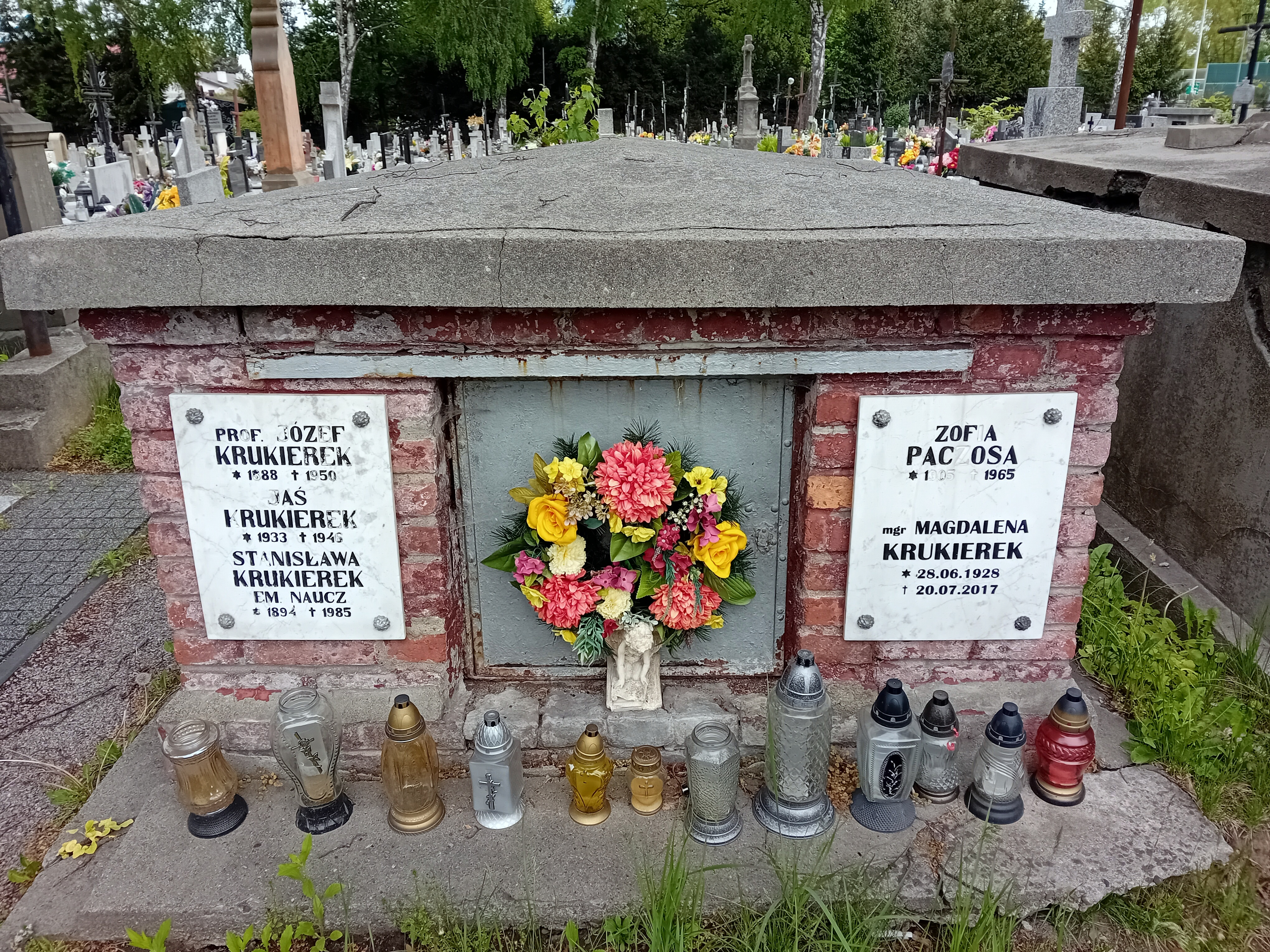
Grobowiec rodzinny Józefa Krukierka

## Życiorys
Syn Jana, rolnika i Franciszki Zajdel. Ukończył męskie seminarium nauczycielskie w Krośnie, a następnie wstąpił do Legionów Polskich, służył w 6 Pułku Piechoty III Brygady. Po powrocie do Krosna podjął pracę nauczyciela, równolegle działając społecznie i udzielając się w życiu kulturalnym miasta. Założył i przez redagował „Głos Krośnieński”, czasopismo będące organem Związku Legionistów Polskich i BBWR.
W latach 1928–1929 ukazało się osiem numerów Głosu. W pamięci potomnych Józef Krukierek zapisał się jako publicysta regionalny, w 1935 opublikował monografię „Paweł z Krosna”, a rok później "Przewodnik turystyczny po Krośnie i okolicy". Był też jednym z pierwszych wydawców krośnieńskich pocztówek. 
Za zasługi podczas służby w Legionach, a później za dokonania na rzecz regionu został odznaczony Złotym Krzyżem Zasługi, Krzyżem Legionowym, Medalem Niepodległości.
Został pochowany w grobowcu rodzinnym na Cmentarzu Komunalnym w Krośnie.